# Хеленистичка уметност
Хеленизам (од грчке речи „helios“ која означава праоца Грка) је у историји уметности и култури епоха источног Средоземља и предње Азије од освајања започета 338. п. н. е. македонским владарем Филипом II и његовим сином Александром Великим и настављена је наступајућим државама (Македонија са Грчком, империјом Селеукида, Птолемеја, Бактријско царство, Пергамска империја и др.) све до 30. п. н. е. и самовладе првог римског цара Октавијана Августа, до доба када је последња хеленистичка држава изгубила самосталност, Птолемејски Египат. Образовање, уметност, вредности и уметнички стилови старих Грка примали су ред народа, и у исто време обогаћивали домаће традиције.
Хеленизам се сматра значајним периодом античке културе и уметности и у то доба се утицаји Грчке шире далеко на исток где су се у Азији мешали са елементима оријенталног света. Хеленизам је проникао у земље Средоземља не само јужно италијанске већ и на Картагину и Рим. У то се време шири утицај грчког језика и писма.
Најважнија седишта хеленистичке културе су;
- Александрија
- Антиохија
- Пергам
- Ефес
- Халикарнас
- Атина
- Родос

## Архитектура
Развија се архитектура и грађевинарство пре свега јавних зграда, храмова и светилишта. Долази до слободнијег коришћења традиционалних стилова грчке архитектуре и понекад комбиновања стилова а нарочито се примењује и усавршава коринтски стил. Изводили су се и грађевине кружних облика као што је Заветни споменик Лизикрата у Атени. У архитектури се развија градња галерија, библиотека и погребних споменика. Нови развој који се карактерише импозантношћу и разноврсношћу се, пошто је све у Александрији у току времена нестало, налази у Пергаму (Зевсов храм из 180. п. н. е.) сенату у Милету и маузолеју у Халикарнасу.

## Вајарство
Вајарство 4. веку је много разноврсније него што је архитектура. Настајале су многе наге венере које су се инспирисале Праксителовим и Скопасовим делима. Скулптура се карактерише снажним покретом и сложених је облика, као Лаоконова група (Ватикански музеј, Рим), или прожета снажним осећањима као Нике са Самотраке (Лувр, Париз). Настају и дела које су одливена у бронзи као и мањи радови од теракоте.
Неке скулптуре су сачуване до данас, као што је Праксителијева статуа Хермеса који држи дете Диониса које му је поверио Зевс. Скулптура је пронађена 1877. године у рушевинама храма богиње Хере у Олимпији. Као и неке Скопасове главе са тимпанона храма у Тегији, негде око 360. године. Једна од тих глава представља једног ратника с тимпанона у Тегеји, а друга голобрадог Херакла.
Још један велики уметник из 4. века Био је и Лисип. Он је био дворски вајар Александра Македонског и он је за разлику од Пракситела и Скопаса који су радили у мермеру ,радио у бронзи.

## Сликарство
Већ са 4. веком п. н. е. вазно сликарство се исцрпљује и упада у кризу. У време Александра Великог велику славу је достигао Аплес, али нису сачувана његова дела која су се изгубила током времена. Његове теме, композиције и мотиви се могу реконструисати захваљујући приказима на керамици и бројним копијама. Сачуван је мозаик који представља Александра Великог у бици код Иса. Сликарство хеленистичког периода је јако утицало на римско сликарство и уметност.